# 帕希蒂茨
帕希蒂茨（德語：Parchtitz）是德国梅克伦堡-前波美拉尼亚州的一个市镇。总面积25.05平方公里，总人口774人，其中男性394人，女性380人（2011年12月31日），人口密度31人/平方公里。